# Славено-сербскија вједомости
Славено-сербскија вједомости су биле друге по реду српске новине, које је издавао Стефан Новаковић, од августа 1792. до децембра 1794. године, у сопственој штампарији у Бечу.
По садржини и изгледу Вједомости се нису много разликовале од претходних новина, иако су пет мјесеци штампане паралелно са Сербскија новини, које су издавали грчки штампари браћа Маркидес Пуљо (март 1791.-децембар 1792). Излазиле су два пута недељно. У заглављу су имале слику аустријског двоглавог орла, уместо јунака са српским грбом који се налазио на заглављу Сербскија новини.

## Славено-сербскија вједомости
Гледано са професионалне стране Вједомости су прегледније и садржајније, занимљивије због богатства прилога преузиманих из бечких и других страних новина, као и вести о животу виђенијих Срба, посебно официра и војника. Највећи напредак Вједомости су постигле у погледу језика и писма. Писане су разумљивим српским језиком и штампане грађанском азбуком (док су се Сербскија новини служиле црквеном азбуком).
Славено-сербскија вједомости доносиле су нешто више вести о животу Срба. То су најчешће информације о српским војним јединицама, које су у саставу аустријске војске ратовале против Наполеона, као и вести о одликовањима граничарских официра и војника. Вједомости су објављивале и разне друге вести из српских места у Војводини, а могле су се наћи и вести из Београда и београдског пашалука, које су стизале преко Земуна. Поред преведених вести, Новаковић је у свом листу понекад објављивао и дописе читалаца. Међутим, и поред његовог настојања да лист учини што више српским, Вједомости нису биле занимљив лист, „јер цензура није допустила да се пише о стварима које су се Срба непосредно тицале и онако како су Срби мислили”.
И Сербскија новини и Вједомости престали су да излазе из истог разлога - због недовољног броја претплатника. При крају излажења, 1794. године, Вједомости су имале, једва, нешто више од сто претплатника, а са таквим приходима нису се могли покрити ни штампарски трошкови (листови су у то време продавани само путем претплате). Срби тада још нису имали довољно читалаца за један информативни лист. У ствари, главна незгода је била, према писању Јована Скерлића, што је лист имао да рачуна са једном малобројном публиком, разног образовања и разних духовних потреба: „у исто време са образованим и школованим људима који су знали стране језике и читали боље листове, и са неуким поповима и полуписменим мајсторима, људима који су читали псалтире, катавасије и календаре.”

## Српcке новине пре и после Славено-сербскија вједомости
Изласку првог броја Славено-сербскија вједомости претходио је излазак првог српског часописа и првих српских новина, а после њих је штампан први српски дневник.
Историја српске периодичне штампе почела је часописом, који је штампан 1768. године у Венецији, у штампарији Грка Димитрија Теодосија, под називом Славено-сербскиј магазин. Пoкретач и уредник часописа био је један од најактивнијих српских писаца и просветитеља, сликар, бакрорезац, историчар, калиграф и издавач, Захарије Стефановић Орфелин. Изашао је само један број овог часописа, највероватније због малог броја читалаца.
Прве српске новине на српском језику излазиле су у Бечу од 14. марта 1791. до 30. децембра 1792. године, два пута недељно. Првобитно су носиле назив Сербскија повседневнија новини, а касније само Сербскија новини. Издавачи су били браћа Публије и Георгије Маркидес Пуљо.
После престанка излажења Славено-сербскија вједомости, Срби нису имали своју штампарију, нити свој лист скоро две деценије. Велика заслуга да Срби поново добију штампу припада Словенцу Јернеју Копитару, који је 1810. постао цензор словенских и новогоричких књига. Он је, затим, помогао Србима Димитрију Давидовићу и Димитрију Фрушићу да покрену лист на српском језику. Новине су почеле да излазе 1. августа 1813. под називом Новине сербске из царствујушчега града Виене. Излазиле су пуне три године као дневни лист, а од 1816. излазиле су два пута недељно. Тада почиње тираж да се смањује, тако да су Новине сербске животариле још неко време, а коначно су се угасиле у фебруару 1822.